# Juliusz Osterwa

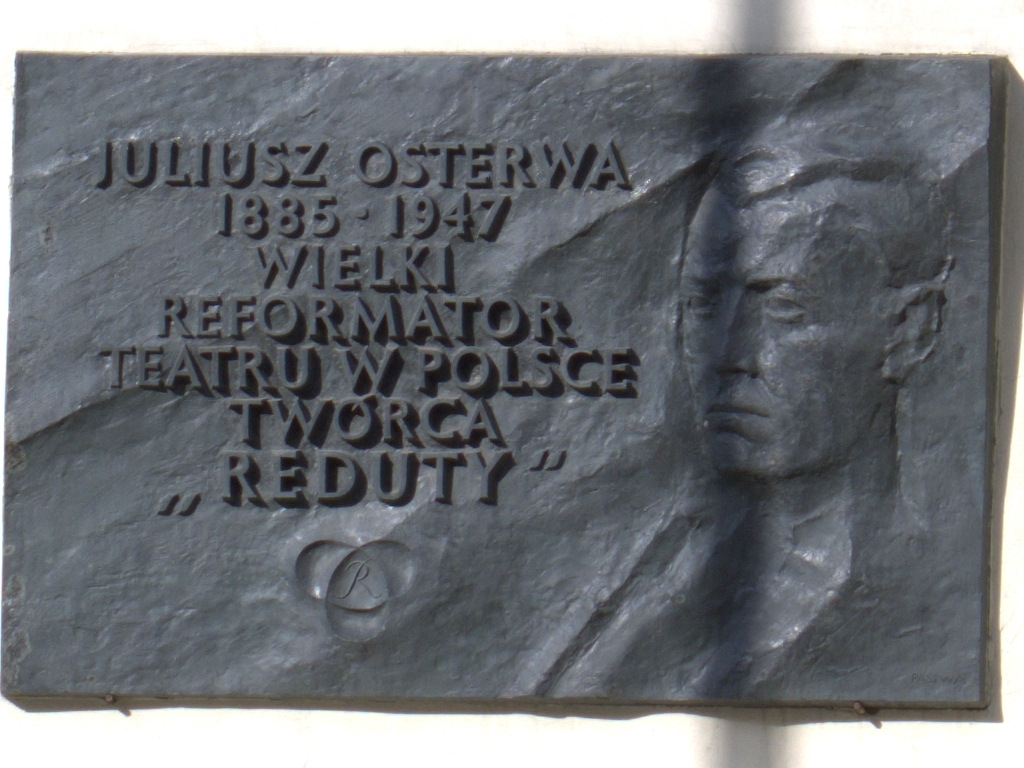
Tablica upamiętniająca Juliusza Osterwę w Warszawie

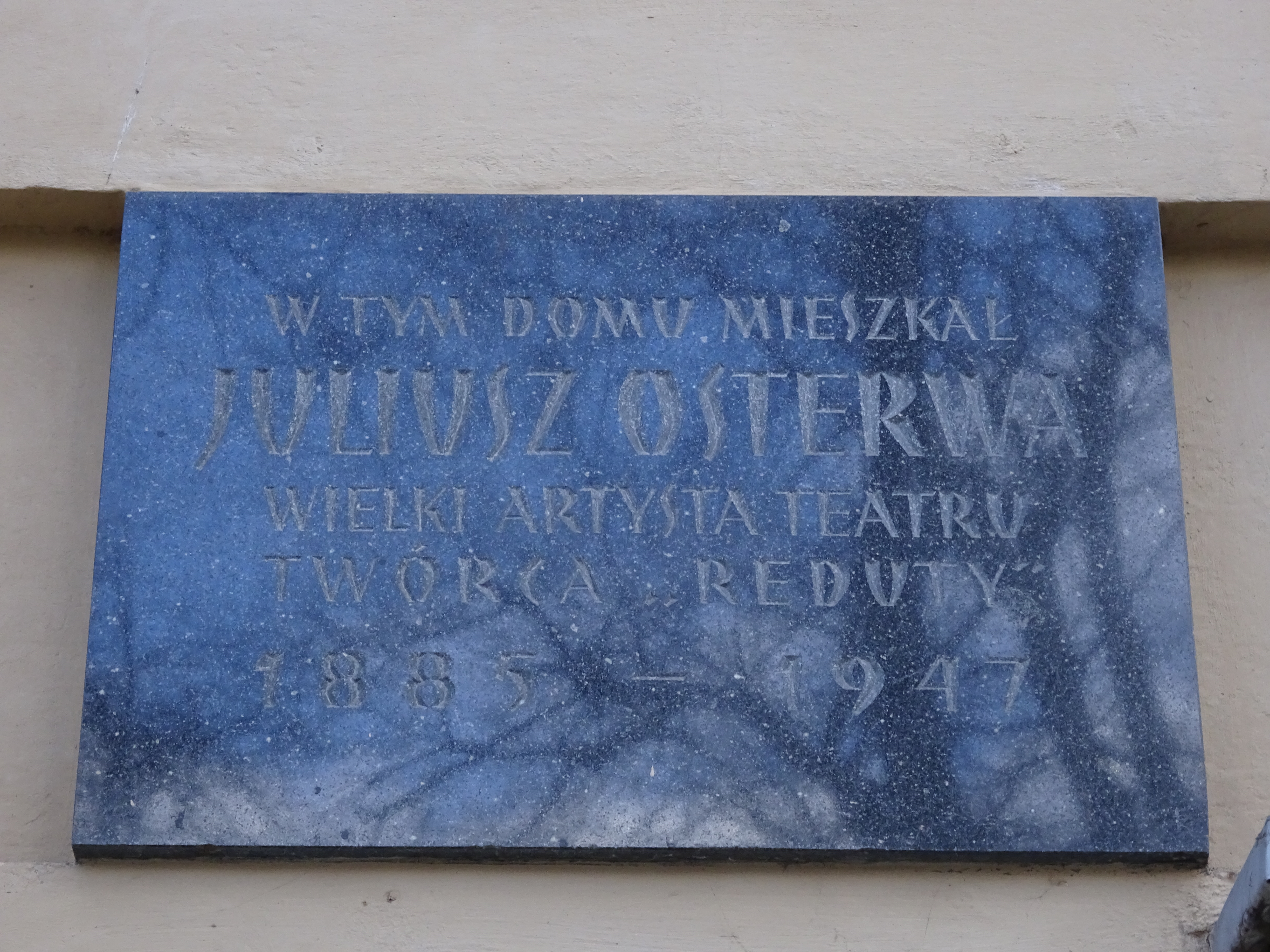
Tablica na kamienicy przy ul. Pijarskiej 5 w Krakowie, upamiętniająca zamieszkiwanie owej kamienicy przez Juliusza Osterwę

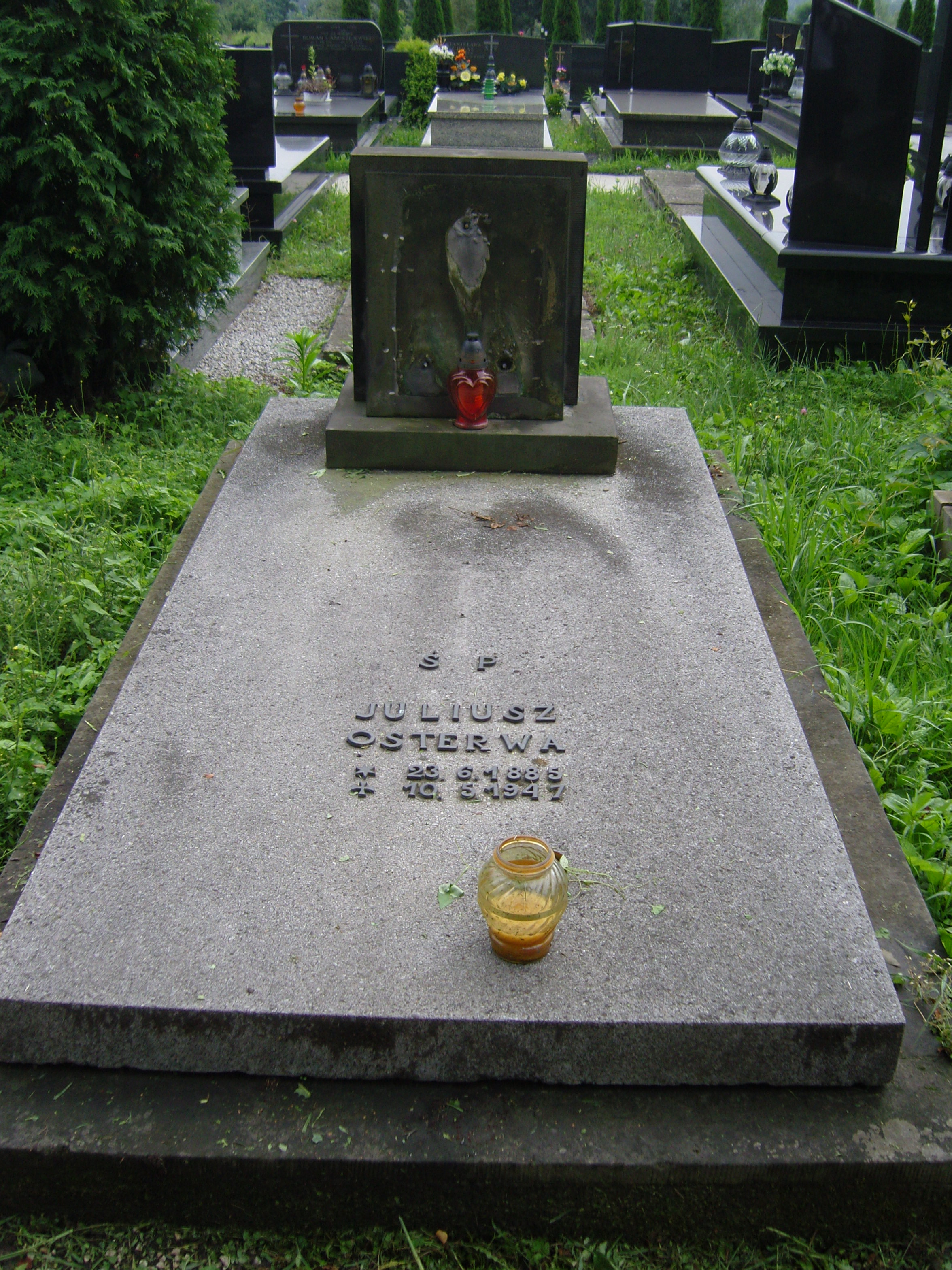
Grób Juliusza Osterwy na Cmentarzu Salwatorskim w Krakowie

Juliusz Osterwa, właśc. Julian Andrzej Maluszek (ur. 23 czerwca 1885 w Krakowie, zm. 10 maja 1947 w Warszawie) – polski aktor i reżyser teatralny, wolnomularz. Jeden z najwybitniejszych polskich aktorów i reżyserów teatralnych w historii.

## Życiorys
Syn Franciszka Maluszka, woźnego w krakowskim magistracie, i Katarzyny z Wiśniowskich, akuszerki, według innych źródeł był synem księdza. Wcześnie osierocony i borykający się z biedą, nie ukończył gimnazjum św. Anny i we wrześniu 1904 pojawił się w Teatrze Ludowym (przy ul. Krowoderskiej 31) w Krakowie, gdzie debiutował 1 października 1904 rolą Jańcia (Jojne Firułkes). Za namową szkolnego kolegi Leona Schillera, którego rodzice pomagali Juliuszowi, od chwili debiutu przyjął pseudonim Juliusz Osterwa, pochodzący od nazwy szczytu Osterwa w słowackich Tatrach Wysokich. W 1905 został przyjęty przez Ludwika Solskiego do Teatru Miejskiego w Krakowie. Występował w kabarecie Zielony Balonik. Następnie wyjechał do Poznania, gdzie zyskał znaczną popularność i gdzie debiutował jako reżyser wystawiając Horsztyńskiego. Dzięki rodzinie Czartoryskich został wprowadzony w środowisko zamożnych ziemian, które umożliwiło mu wyjazdy zagraniczne.
W latach 1907–1909 występował w teatrze w Wilnie, następnie w Poznaniu, a od 1910 na scenach warszawskich: Teatru Letniego, Teatru Nowego, Teatru Polskiego i Teatru Narodowego (wówczas nazywanego Teatrem Rozmaitości), przeważnie w rolach lirycznych młokosów, amantów i wesołych uwodzicieli. Dużą sławę przyniosła mu rola Księcia Reichstadtu w Orlątku. W 1914 grał po polsku w Pradze, miał tam również reżyserować, co jednak udaremnił wybuch I wojny światowej. Jako poddany austriacki został deportowany do Samary. W 1916, wezwany przez Arnolda Szyfmana do Moskwy, był reżyserem tamtejszego Teatru Polskiego w Moskwie, następnie objął kierownictwo Teatru Polskiego w Kijowie. W 1918 powrócił do Warszawy, działał w teatrach Małym i Polskim.
W 1919 wraz z Mieczysławem Limanowskim założył pierwszy w Polsce teatr-laboratorium „Reduta”, początkowo przy Teatrze Rozmaitości, a od 1921 działający samodzielnie. „Redutą” kierował w Warszawie (1919–1924 i 1931–1939) oraz w Wilnie i Grodnie (1925–1929). Siedzibą zespołu stał się Teatr na Pohulance w Wilnie, z niego docierał z występami do wielu miast w Polsce. 1 kwietnia 1931 otworzył Instytut Reduty w Warszawie w podziemiach gmachu przy ul. Kopernika 36/40.
Wystawił m.in. następujące pozycje z polskiej i światowej klasyki: Kordian, Sułkowski, Lilla Weneda, Uciekła mi przepióreczka, Książę Niezłomny. Kierując Redutą, był dyrektorem Teatru Rozmaitości w Warszawie (1923–1925). Z jego inicjatywy w 1924 powrócono do tradycji Wojciecha Bogusławskiego i zmieniono nazwę z Rozmaitości na Teatr Narodowy. Był również dyrektorem Teatru im. Juliusza Słowackiego w Krakowie (1932–1935).
We wrześniu 1939 stracił siedzibę Reduty, zburzoną podczas oblężenia Warszawy, oraz własne mieszkanie, przeniósł się do Krakowa, gdzie przetrwał cały okres okupacji niemieckiej. Współpracował tam z polityczno-wojskową katolicką organizacją podziemną Unia, udzielał lekcji wymowy w krakowskich seminariach duchownych.
Po II wojnie światowej współpracował z Teatrem Polskim w Warszawie i z Teatrem im. Juliusza Słowackiego w Krakowie. Był rektorem Państwowej Szkoły Dramatycznej w Krakowie. Po raz ostatni wystąpił w 1946 w Fantazym. Wystąpił w filmie z 1921 Za winy brata.
Mąż aktorki Wandy Osterwiny (ślub w 1912). Ojciec aktorki Elżbiety Osterwy. Jego drugą żoną była księżniczka Matylda Maria Sapieha z Siedlisk (córka Pawła Sapiehy i bratanica arcybiskupa krakowskiego, kardynała Adama Stefana Sapiehy). Miał z nią córkę Marię.
Został pochowany na Cmentarzu Salwatorskim w Krakowie (sektor SC14-1-3).

## Ordery i odznaczenia
- Krzyż Komandorski z Gwiazdą Orderu Odrodzenia Polski (pośmiertnie, 12 maja 1947)[8]
- Krzyż Oficerski Orderu Odrodzenia Polski (2 maja 1923)[9][10]
- Złoty Krzyż Zasługi (dwukrotnie: 23 czerwca 1927[11], 16 stycznia 1946[12])
- Złoty Wawrzyn Akademicki (7 listopada 1936)[13]

## Upamiętnienie
Imię Juliusza Osterwy noszą m.in. Teatr im. Juliusza Osterwy w Lublinie i Teatr im. Juliusza Osterwy w Gorzowie Wielkopolskim.
Od 1988 r. imię Juliusza Osterwy nosi ulica w Łodzi na osiedlu Andrzejów.